# Willerwald
Willerwald is een gemeente in het Franse departement Moselle (regio Grand Est). De plaats maakt deel uit van het arrondissement Sarreguemines en sinds begin 2015 ook van het kanton Sarreguemines. Daarvoor maakte het deel uit van het kanton Sarralbe. Willerwald telde op 1 januari 2022 1.519 inwoners.

## Geografie
De oppervlakte van Willerwald bedroeg op 1 januari 2022 6,31 vierkante kilometer; de bevolkingsdichtheid was toen 240,7 inwoners per km².

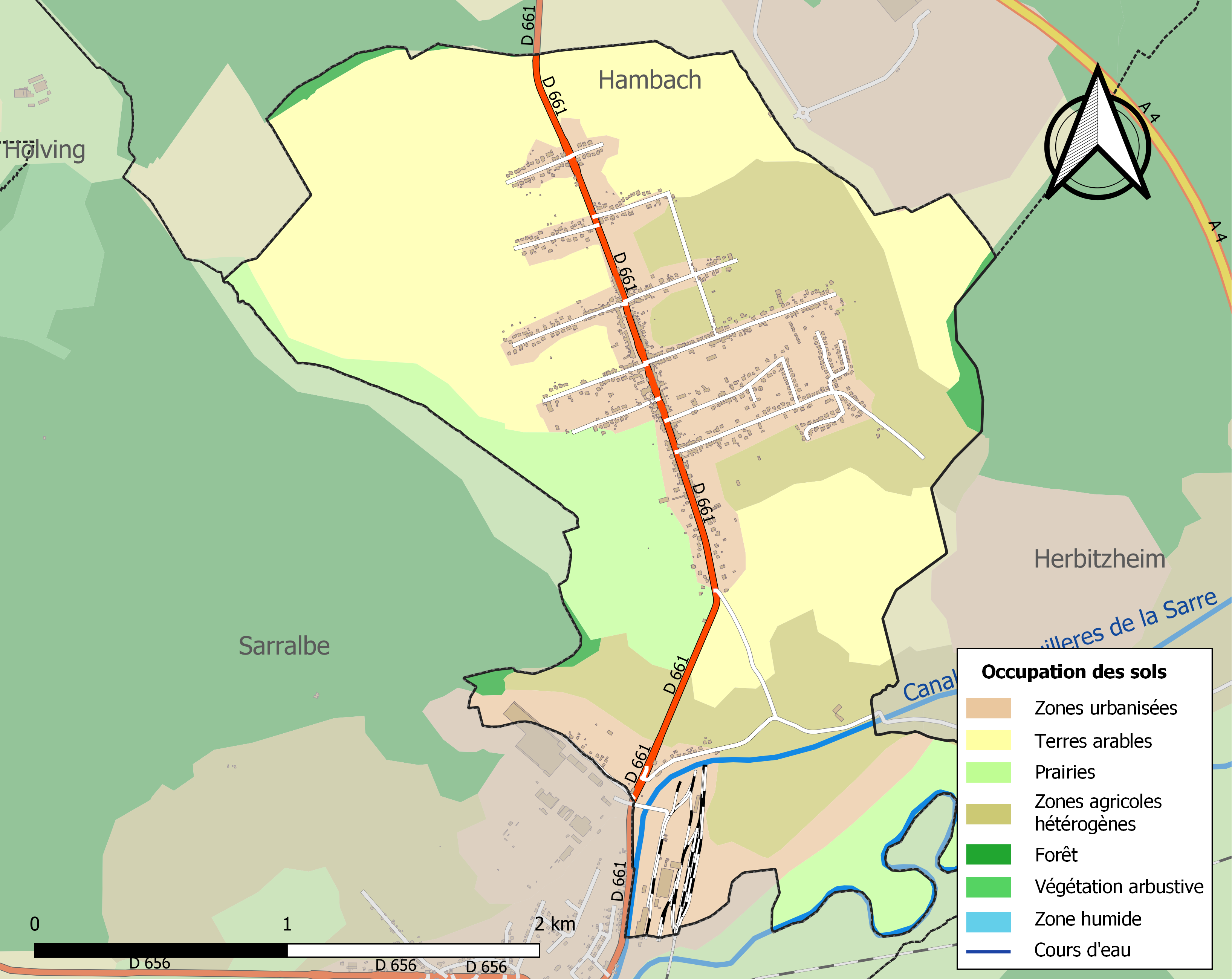
Kaart van de gemeente met de belangrijkste infrastructuur, bodemgebruik en omliggende gemeenten

## Demografie
Onderstaande figuur toont het verloop van het inwonertal (bron: INSEE-tellingen).